# Annalisa Coltorti
Annalisa Coltorti (ur. 16 lutego 1963 w Jesi) – włoska szpadzistka, trzykrotna medalistka mistrzostw świata.
Podczas mistrzostw świata w Denver w 1989 roku wywalczyła brązowy medal w turnieju indywidualnym. Na podium wyprzedziły ją jedynie Szwajcarka Anja Straub i Ute Schäper z RFN. Na tej samej imprezie Włoszki w składzie: Annalisa Coltorti, Laura Chiesa, Elisa Uga, Alessandra Anglesio i Saba Amendolara zdobyły srebrny medal w turnieju drużynowym. W zawodach drużynowych zajęła również trzecie miejsce na mistrzostwach świata w Lyonie rok później. Była też między innymi piąta w zawodach drużynowych na mistrzostwach świata w Budapeszcie w 1991 roku.
Nigdy nie wzięła udziału w igrzyskach olimpijskich.
Po zakończeniu kariery została trenerką.